# Lindsey Hunter
Lindsey Benson Hunter Jr. (Utica, 3 december 1970) is een Amerikaans voormalig basketballer en basketbalcoach.

## Carrière
Hunter speelde collegebasketbal voor de Alcorn State Braves en Jackson State Tigers van 1988 tot 1993. In de NBA draft van 1993 werd hij als 10e gekozen door de Detroit Pistons. Gedurende zeven seizoenen speelde hij voor de pistons tot in augustus 2000 toen hij naar de Milwaukee Bucks werd geruild voor Billy Owens. Na een seizoen werd hij geruild naar de Los Angeles Lakers voor Greg Foster en werd met de Lakers NBA-kampioen.
Na een seizoen werd hij opnieuw geruild ditmaal naar de Toronto Raptors samen met Chris Jefferies en een draftkeuze voor Tracy Murray, Kareem Rush en een draftkeuze. Na opnieuw een seizoen werd hij teruggeruild naar de Detroit Pistons voor Michael Curry. In februari 2004 werd hij echter geruild naar de Boston Celtics in een ruil waarbij ook Atlanta Hawks betrokken was. Andere spelers in deze ruil waren: Chucky Atkins, Rasheed Wallace, Chris Mills, Mike James, Željko Rebrača, Bob Sura en enkele draftkeuzes.
Bij Boston werd zijn contract enkele dagen later ontbonden en hij tekende opnieuw bij de Detroit Pistons als vrije speler. Aan het einde van het seizoen werden de Pistons NBA-kampioen. Hij speelde bij de club tot in 2008, hij werd toen een vrije speler en tekende bij de Chicago Bulls. In 2010 verlengde hij zijn contract bij de Bulls maar werd een paar dagen later een player development assistant bij de Bulls.
In 2012 werd Hunter een assistent-coach bij de Phoenix Suns onder Alvin Gentry en in 2013 was hij even interim-coach. In het seizoen 2013/14 werd hij assistent-coach bij de Golden State Warriors onder Mark Jackson. In het seizoen 2016/17 was hij assistent-coach bij de Buffalo Bulls. Van 2019 tot 2022 was hij hoofdcoach van de Mississippi Valley State Delta Devils.

## Erelijst
- NBA-kampioen: 2002, 2004
- NBA All-Rookie Second Team: 1994
- Mississippi Sports Hall of Fame: 2021[7]

## Statistieken

### Reguliere Seizoen
| Seizoen  | Team               | WG  | WS  | MPW  | 2P%  | 3P%  | FW%   | RPW | APW | SPW | BPW | PPW  |
| -------- | ------------------ | --- | --- | ---- | ---- | ---- | ----- | --- | --- | --- | --- | ---- |
| 1993/94  | Detroit Pistons    | 82  | 26  | 26,5 | 37,5 | 33,3 | 73,2  | 2,3 | 4,8 | 1,5 | 0,1 | 10,3 |
| 1994/95  | Detroit Pistons    | 42  | 26  | 22,5 | 37,4 | 33,3 | 72,7  | 1,8 | 3,8 | 1,2 | 0,2 | 7,5  |
| 1995/96  | Detroit Pistons    | 80  | 48  | 26,7 | 38,1 | 40,5 | 70,0  | 2,4 | 2,4 | 1,1 | 0,2 | 8,5  |
| 1996/97  | Detroit Pistons    | 82  | 76  | 36,9 | 40,4 | 35,5 | 77,8  | 2,8 | 1,9 | 1,6 | 0,3 | 14,2 |
| 1997/98  | Detroit Pistons    | 71  | 67  | 35,3 | 38,3 | 32,1 | 74,0  | 3,5 | 3,2 | 1,7 | 0,1 | 12,1 |
| 1998/99  | Detroit Pistons    | 49  | 49  | 35,8 | 43,5 | 38,6 | 75,3  | 3,4 | 3,9 | 1,8 | 0,2 | 11,9 |
| 1999/00  | Detroit Pistons    | 82  | 82  | 35,6 | 42,5 | 43,2 | 76,0  | 3,0 | 4,0 | 1,6 | 0,3 | 12,7 |
| 2000/01  | Milwaukee Bucks    | 82  | 5   | 24,4 | 38,1 | 37,3 | 80,2  | 2,1 | 2,7 | 1,2 | 0,1 | 10,1 |
| 2001/02  | Los Angeles Lakers | 82  | 47  | 19,7 | 38,2 | 38,0 | 50,0  | 1,5 | 1,6 | 0,8 | 0,2 | 5,8  |
| 2002/03  | Toronto Raptors    | 29  | 0   | 23,2 | 35,1 | 31,8 | 72,3  | 2,0 | 2,4 | 1,2 | 0,2 | 9,7  |
| 2003/04  | Detroit Pistons    | 33  | 8   | 20,0 | 34,3 | 28,0 | 62,5  | 2,0 | 2,6 | 1,2 | 0,2 | 3,5  |
| 2004/05  | Detroit Pistons    | 76  | 3   | 15,1 | 35,8 | 27,4 | 79,3  | 1,6 | 1,7 | 0,9 | 0,2 | 3,8  |
| 2005/06  | Detroit Pistons    | 30  | 1   | 11,8 | 37,0 | 25,6 | 50,0  | 1,3 | 2,1 | 0,6 | 0,0 | 2,9  |
| 2006/07  | Detroit Pistons    | 52  | 0   | 14,3 | 38,5 | 31,9 | 90,9  | 0,9 | 1,8 | 0,7 | 0,1 | 4,9  |
| 2007/08  | Detroit Pistons    | 24  | 0   | 9,0  | 34,4 | 26,9 | 77,8  | 0,5 | 1,4 | 0,5 | 0,1 | 2,4  |
| 2008/09  | Chicago Bulls      | 28  | 0   | 9,5  | 32,9 | 33,3 | 60,0  | 0,4 | 1,3 | 0,7 | 0,0 | 2,6  |
| 2009/10  | Chicago Bulls      | 13  | 0   | 9,4  | 16,7 | 7,7  | 100,0 | 1,1 | 0,7 | 0,1 | 0,0 | 1,0  |
| Carrière | Carrière           | 937 | 439 | 24,8 | 38,8 | 36,0 | 74,6  | 2,2 | 2,7 | 1,2 | 0,2 | 8,5  |

### Play-offs
| Seizoen  | Team               | WG  | WS | MPW  | 2P%  | 3P%  | FW%   | RPW | APW | SPW | BPW | PPW  |
| -------- | ------------------ | --- | -- | ---- | ---- | ---- | ----- | --- | --- | --- | --- | ---- |
| 1995/96  | Detroit Pistons    | 2   | 0  | 18,0 | 25,0 | 25,0 | 50,0  | 1,0 | 0,5 | 0,5 | 0,0 | 3,0  |
| 1996/97  | Detroit Pistons    | 5   | 5  | 40,2 | 43,9 | 41,4 | 71,4  | 3,6 | 1,2 | 1,2 | 0,2 | 15,0 |
| 1998/99  | Detroit Pistons    | 5   | 5  | 36,0 | 26,4 | 27,3 | 100,0 | 3,0 | 2,4 | 1,4 | 0,0 | 7,2  |
| 1999/00  | Detroit Pistons    | 3   | 3  | 31,0 | 31,3 | 11,1 | 66,7  | 2,3 | 1,7 | 1,7 | 0,3 | 8,3  |
| 2000/01  | Milwaukee Bucks    | 18  | 0  | 16,1 | 24,2 | 15,1 | 72,7  | 1,7 | 1,9 | 0,8 | 0,2 | 3,6  |
| 2001/02  | Los Angeles Lakers | 18  | 0  | 7,3  | 31,1 | 27,6 | 0,0   | 0,4 | 0,6 | 0,1 | 0,0 | 2,0  |
| 2003/04  | Detroit Pistons    | 23  | 0  | 11,9 | 29,2 | 23,3 | 91,7  | 1,4 | 0,9 | 0,8 | 0,2 | 2,4  |
| 2004/05  | Detroit Pistons    | 25  | 0  | 15,0 | 31,9 | 22,2 | 72,7  | 1,6 | 1,6 | 0,9 | 0,3 | 3,8  |
| 2005/06  | Detroit Pistons    | 18  | 0  | 12,1 | 33,3 | 31,8 | 100,0 | 1,1 | 1,6 | 0,8 | 0,1 | 4,2  |
| 2006/07  | Detroit Pistons    | 13  | 0  | 10,2 | 22,6 | 22,2 | 100,0 | 0,8 | 1,2 | 0,5 | 0,1 | 1,8  |
| 2007/08  | Detroit Pistons    | 11  | 0  | 10,5 | 38,1 | 45,5 | 0,0   | 0,9 | 1,3 | 0,7 | 0,0 | 1,9  |
| 2008/09  | Chicago Bulls      | 6   | 0  | 4,0  | 33,3 | 33,3 | 75,0  | 0,8 | 0,8 | 0,3 | 0,0 | 1,0  |
| Carrière | Carrière           | 147 | 13 | 14,1 | 30,9 | 26,0 | 81,0  | 1,3 | 1,3 | 0,7 | 0,1 | 3,5  |

2 Fisher · 
3 George · 
5 Horry · 
6 McCoy · 
8 Bryant · 
10 Hunter · 
14 Medvedenko · 
17 Fox · 
20 Shaw · 
23 Richmond · 
34 O'Neal · 
35 Madsen · 
52 Walker · 
Coach Jackson
1 Billups · 
3 B. Wallace · 
7 James · 
8 Ham · 
10 Hunter · 
13 Okur · 
22 Prince · 
31 Miličić · 
32 Hamilton · 
34 Williamson · 
36 R. Wallace · 
41 Campbell · 
Coach Brown